# Delahaye Type 145

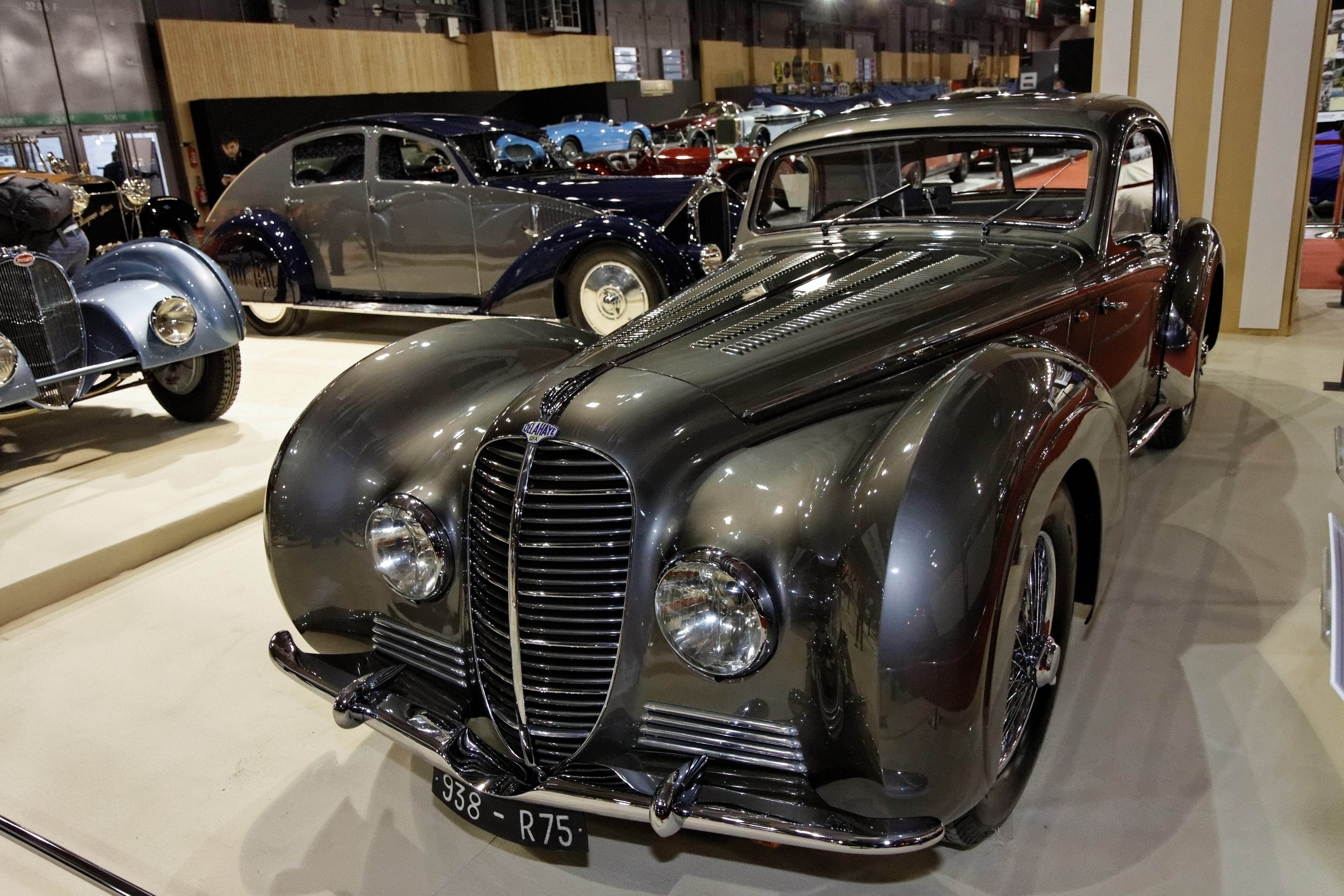
Delahaye Type 145

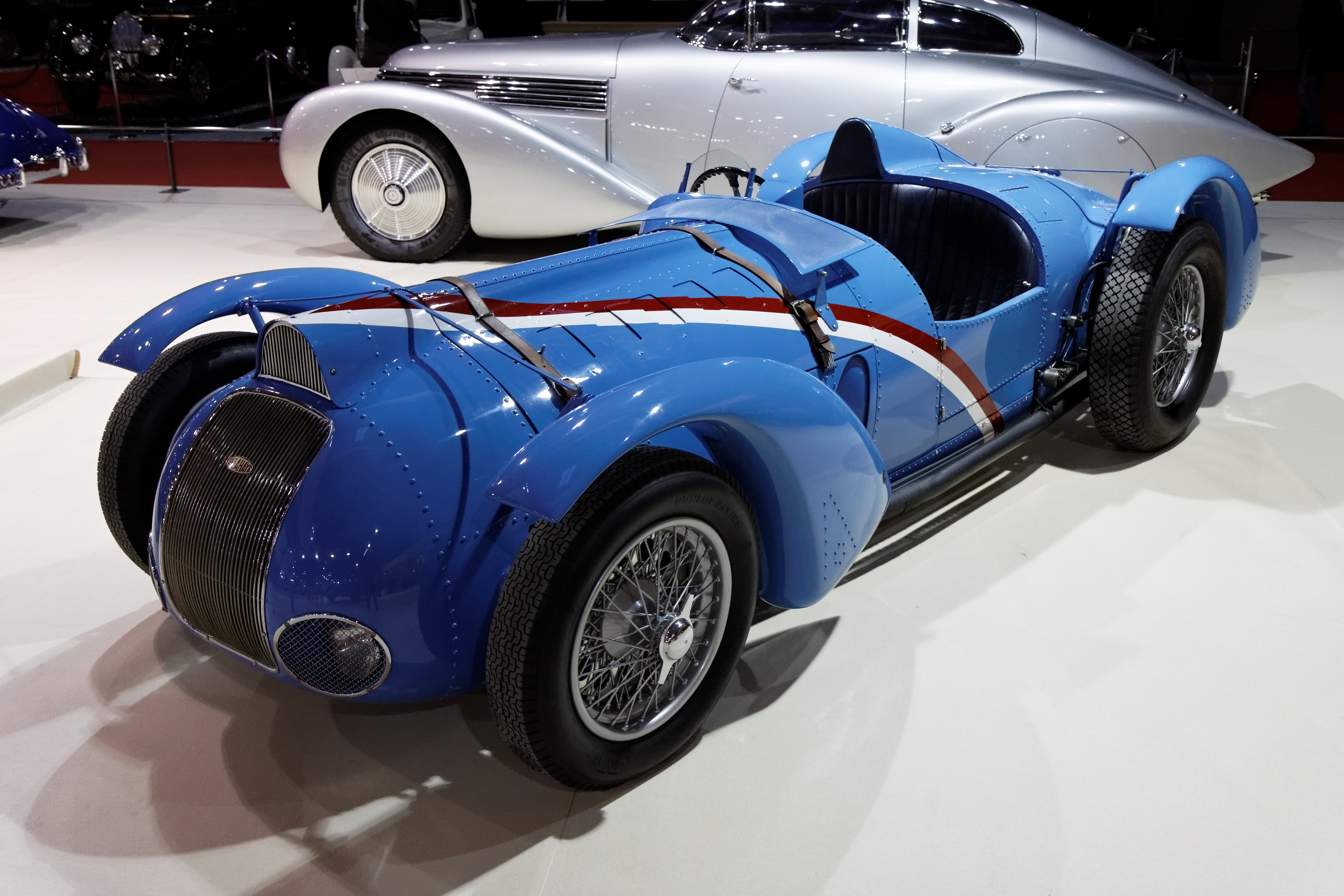
Delahaye Type 145

Der Delahaye Type 145 ist ein Pkw-Modell von 1937. Hersteller war Automobiles Delahaye in Frankreich.

## Beschreibung
Die Fahrzeuge wurden nur 1937 hergestellt. Konstrukteur war Jean François.
Erstmals stellte Delahaye einen V12-Motor her. Weitere Merkmale sind der Zylinderwinkel von 60 Grad, der abnehmbare Zylinderkopf und die abnehmbare Kurbelwelle auf sieben Rollenlagern. Der Ottomotor war in Frankreich entweder mit 20 CV oder 26 CV eingestuft. Er hat 75 mm Bohrung, 84,7 mm Hub und 4490 cm³ Hubraum. Er leistet in frühen Ausführungen 220 PS, in späteren 245 PS. Er ist vorn im Fahrgestell eingebaut und treibt die Hinterachse an. 230 km/h Höchstgeschwindigkeit sind möglich.
Der Radstand beträgt 270 cm, die Spurweite 135 cm und die Fahrzeuglänge 444 cm. Das Fahrzeug wiegt etwa 1100 kg. Die Sportwagen waren ursprünglich als offene Zweisitzer karossiert, für Rennzwecke teilweise ohne Kotflügel, Scheinwerfer und Reserverad. Drei wurden nach dem Ende des Zweiten Weltkriegs für touristischen Bedarf umgebaut. So fertigte Franay ein Cabriolet und Ateliers Henri Chapron zwei Coupés.
Insgesamt entstanden fünf Fahrgestelle oder sechs Fahrzeuge. Nachfolger wurde der Delahaye Type 165.

## Renneinsätze
Das Fahrzeug siegte 1938 beim Cork Grand Prix in Irland und beim Grand Prix de Pau in Frankreich.